# هانس لوتا
هانس لوتا (به انگلیسی: Hanns Lothar)، (تولد هانس لوتا نویتزِ (به انگلیسی: Hans Lothar Neutze)؛ ۱۰ آوریل ۱۹۲۹ – ۱۱ مارس ۱۹۶۷) یک بازیگر اهل آلمان بود.
از فیلم‌ها یا برنامه‌های تلویزیونی که وی در آن نقش داشته‌است می‌توان به یک، دو، سه اشاره کرد.